# Dobiesław Puchała
Dobiesław Puchała (ur. ?, zm. 1441) herbu Wieniawa – rycerz-husyta, założyciel rodu Puchała (niem. Puchalla), zamieszkałego na Śląsku w majątku ziemskim w okolicach Namysłowa od roku 1430 do 1445. Starosta gniewkowski od 1418 r., starosta bydgoski od 1430 r.

## Życiorys
Pochodził z Wielkopolski, ze wsi Dziadowice i Kotwasice w okolicy Turku. W roku 1435 zapisał posag żonie Małgorzacie na wsi Dziadowice. Za młodu przebywał na Węgrzech, na dworze królewskim Zygmunta Luksemburskiego. Powrócił do Polski w 1410 r. na wieść o szykującej się wojnie z zakonem krzyżackim. Walczył w bitwie pod Grunwaldem, po czym otrzymał od króla Władysława Jagiełły miasto Świecie, a od września 1410 r. zarządzał także zamkiem w Radzyniu Chełmińskim w ziemi chełmińskiej. W październiku 1410 r. uczestniczył w bitwie pod Koronowem, w której wyróżnił się męstwem. W listopadzie 1410 roku pokonał pod Golubiem przeważające siły wojsk inflanckiej gałęzi zakonu krzyżackiego. W ostatnich miesiącach 1410 r. organizował obronę ziemi dobrzyńskiej. 
W 1414 r. uczestniczył w kolejnej wojnie polsko-krzyżackiej, wyróżniając się w potyczce koło Lubicza nad Drwęcą. W latach 1416–1417 przebywał na Węgrzech. 
Król Władysław Jagiełło prawdopodobnie już przed 1418 r. osadził go na Kujawach. Po tym jak został starostą gniewkowskim (ok. 1418 r.) wraz z Januszem Brzozogłowym – starostą bydgoskim osłaniał Kujawy od strony Prus Zakonnych przed napadami Krzyżaków. 
W 1420 r. został zwerbowany w Inowrocławiu, za zgodą króla polskiego, przez księcia szczecińskiego do walki z margrabią brandenburskim Fryderykiem I. Po śmierci biskupa włocławskiego Jana Kropidły (zm. 1421) przejął w imieniu króla zamek w Raciążku, który wiosną 1422 r. zwrócił kapitule włocławskiej. Potem udał się do księcia Zygmunta Korybutowicza, namiestnika wielkiego księcia litewskiego Witolda w Pradze. Otrzymał od niego miasto Uniczów. Umocnił je i uczynił zeń ważny punkt strategiczny na drodze między Polską a Czechami. Po ugodzie kieżmarskiej Jagiełły i Witolda z Zygmuntem Luksemburskim (marzec 1423) wrócił do kraju. 
W latach 1424–1428 brał udział w wyprawie Zygmunta Korybutowicza do Czech. W 1428 r. opanował miasto Odry na Śląsku Opawskim, po czym miał je przekazać Zygmuntowi Luksemburskiemu w myśl traktatu, jaki król czeski zawarł z Jagiełłą. Puchała miasta nie przekazał, w związku z czym, aby go do tego skłonić, król podarował mu starostwo bydgoskie.
Pozostawał jednak na Śląsku i prowadził działania, za wiedzą i zgodą króla, wymierzone przeciw Zygmuntowi Luksemburskiemu. W 1430 r. wraz z Korybutowiczem i księciem opolskim Bolkiem IV opanował Bytom i Gliwice oraz przeszkodził księciu oleśnickiemu w zdobyciu Kluczborka.
Puchała powrócił do Polski w marcu 1431 r. Towarzyszył husytom, którzy przybyli do Krakowa na dysputę z profesorami Uniwersytetu. W czasie jej trwania dokonał z oddziałem husyckim wypadu na Słowację, paląc 1 kwietnia 1431 r. Lewoczę.
Latem 1431 r. Puchała przybył do Bydgoszczy. Jako starosta wielokrotnie naruszał rozejm polsko-krzyżacki przygotowując się do walki z zakonem. W 1433 r. pośredniczył w zawarciu układu Polski z taborytami czeskimi w celu udziału ich w wyprawie na ziemie należące do Krzyżaków. W maju tego roku był pod Gorzowem, gdzie poniósł porażkę, a w czerwcu operował koło Świecia z oddziałem rycerstwa krakowskiego. Brak pewnych wiadomości o jego udziale w wyprawie polsko-husyckiej na Gdańsk. Prawdopodobnie pozostał na Kujawach i w Bydgoszczy. 13 września 1433 r. przyczynił się do zdobycia krzyżackiego zamku Nowy Jasiniec k. Koronowa. W latach 1434–1435 zakon krzyżacki wielokrotnie skarżył się na Puchałę, nawet w Rzymie i domagał się przesunięcia go na inne starostwo w głębi Polski. Puchała dzierżył jednak urząd aż do śmierci.
Dobiesław jako starosta miał zastępcę w osobie swojego brata Zawiszy oraz pisarza Mateusza z Oporowa. Zmarł wiosną 1441 r.

## Zachowane wzmianki pisane z okresu starostwa bydgoskiego
- 19 września 1431 r. – wystosował list z Bydgoszczy do komtura świeckiego,
- 29 września 1431 r. – z Bydgoszczy przesłał list do komtura świeckiego w sprawie długu mieszczanina bydgoskiego,
- październik 1433 r. – przebywał w Gniewkowie,
- grudzień 1433 r. – z Bydgoszczy przesłał list do komtura świeckiego w sprawie dwóch jeńców,
- 9 maja 1434 r. – na zamku bydgoskim wraz ze starszymi cechu i radą miejską określił powinności miejscowych rzeźników na rzecz zamku,
- 12 marca 1441 r. – w Koronowie zwolnił wsie należące do tamtejszego klasztoru cystersów oraz mieszczan od wszelkich robót na rzecz kasztelanii (na podstawie wcześniejszych przywilejów)[3].